# 長崎市立桜町小学校
長崎市立桜町小学校（ながさきしりつ さくらまちしょうがっこう、Nagasaki City Sakuramachi Elementary School）は、長崎県長崎市勝山町にある公立小学校。

## 概要
歴史
1997年（平成9年）に長崎市中心部にあった小学校3校の統合により発足した。
校訓
「自ら学び　自ら考え　自ら行う」
校章
開校にあたり、1997年（平成9年）1月に制定された。八田寛、木下伸弘によって作成された。長崎港を象徴する「鶴」と校名に入っている「桜」を組み合わせたもの。
校歌
作詞は平田徳男、作曲は瀬戸口仁志によるもの。1996年（平成8年）12月に制定された。3番まであり、各番とも「ああ　桜町　我が母校」で終わる。
校区
勝山町、桜町、興善町、金屋町、恵美須町、大黒町（15番）、万才町、樺島町、元船町、五島町、桶屋町、古町、今博多町、大井手町、伊勢町（1番、2番1号、2番19号 - 31号）、出来大工町、馬町、炉粕町、上町、玉園町、八百屋町、立山1丁目、立山2丁目、立山3丁目、立山4丁目、立山5丁目、上西山町、西山本町（1番47号、6番36号 - 47号、7番1号、７番２号、7番16号 - 38号、7番40号 - 45号、8番1号 - 4号、8番53号 - 62号、9番1号 - 14号、9番32号 - 38号、9番40号 - 43号、9番47号 - 53号）
中学校区は長崎市立長崎中学校

## 沿革
- 1996年（平成8年）12月 - 校歌を制定。
- 1997年（平成9年）
  - 1月 - 校章が制定。
  - 4月1日 - 長崎市立勝山小学校、長崎市立磨屋小学校、長崎市立新興善小学校の3校が統合され、「長崎市立桜町小学校」（現校名）と「長崎市立諏訪小学校」の2校が開校。
    - 桜町小学校は当初旧勝山小学校の校舎を使用、諏訪小学校は旧磨屋小学校跡地に新校舎が完成するまで旧新興善小学校校舎を使用。

  - 5月27日 - 開校式典を挙行。
- 2000年（平成12年）4月1日 - 校舎新築のため、仮校舎として旧新興善小学校校舎（現・長崎市立図書館の場所）に移転。
- 2003年（平成15年）4月1日 - 新校舎が完成し、現在地（旧・勝山小学校跡地）に移転。

## その他
敷地内には以下の碑が建立されている。
- 勝山小学校跡の碑
- 教員仮師範所跡（現・長崎大学教育学部の前身）の碑
- サント・ドミンゴ教会跡の碑
- 村山等安宅跡の碑
- 末次平蔵宅跡の碑
  - 代官井戸 - 勝山小学校時代の1982年（昭和57年）、プール新設工事の際に発見され保存されることとなった井戸で、直径は1メートル、深さは約9.6メートル。

## アクセス
最寄りの鉄道駅
- JR九州長崎駅
- 長崎電気軌道桜町支線桜町停留場下車、徒歩5 - 10分。

最寄りのバス停
- 長崎バス・長崎県営バス「市役所上」バス停下車、徒歩1 - 2分。

最寄りの国道・県道
- 国道34号（市役所通り）

## 周辺
- 長崎市役所
- 長崎振興局税務部
- 長崎警察署
- 長崎市消防局・中央消防署
- 長崎市公会堂
- 長崎市立図書館
- 長崎県立長崎図書館
- 長崎歴史文化博物館
- 桜町郵便局
- 鎮西大社諏訪神社
- 長崎放送（NBC）

## 関連事項
- 長崎県小学校一覧